# Francesc Berenguer i Bellvehí
Francesc Berenguer i Bellvehí (Sant Joan de Gràcia (Barcelona), 7 d'agost del 1889 – Barcelona, 15 de març de 1952) fou un arquitecte del modernisme tardà i el noucentisme, també va dissenyar escultures de caràcter religiós. Va exercir com arquitecte municipal de Santa Coloma de Cervelló i de Sant Boi de Llobregat.

## Biografia
Francesc Berenguer Bellvehí era el fill més gran dels set que van tenir l'arquitecte reusenc Francesc Berenguer i Mestres i Adela Bellvehí i Parés, natural de Barcelona.
Francesc Berenguer va néixer al carrer Encarnació, 8 de l'actual barri de Gràcia de Barcelona, on va passar la seva joventut.
Estudia arquitectura a l'Escola d'Arquitectura de Barcelona i obté el títol el 1914.
El 25 d'abril de 1928, va contraure matrimoni amb Bàrbara Martín Martín de 17 anys, natural d'Obón (Terol) i tingueren una única filla, Lluïsa Berenguer i Martín l'any 1929.
Era una persona de caràcter molt reservat, de profundes conviccions religioses i absolutament abocat a la seva feina a la que s'hi dedicava fins i tot molts diumenges que els dedicava a realitzar obres en convents i monestirs sense rebre res a canvi.
L'any 1934, va tenir un revés molt fort en la seva vida, a causa del tancament del banc on ell hi guardava els diners i això va produir que tingués un trastorn enorme que el va marcar la resta de la seva vida.
El 15 de març de 1952, Francesc Berenguer i Bellvehí va morir en el seu domicili al carrer Roselló 212 per problemes de cor i que l'havien obligat a deixar de treballar quinze dies abans. Va ser enterrat al cementiri de l'est de Barcelona.

## Estudis
Va cursar els estudis primaris al col·legi Balmes de les escoles Pias de Gràcia fins al 1899, i el batxillerat a l'"Instituto Provincial de Segunda Enseñanza de Barcelona", posteriorment anomenat "Instituto General y Técnico de Barcelona". 
L'any 1905 va iniciar els estudis d'arquitectura, primer cursant algunes assignatures a la facultat de Ciències exactes, Físiques i Naturals, de la Universitat de Barcelona i, des de 1908 fins a 1914 estudiant a l'Escola d'Arquitectura on va rebre lliçons de Lluís Domènech i Montaner i d'August Font i Carreras, entre d'altres, i on a més, va coincidir amb companys com Cèsar Martinell Brunet i Isidre Puig i Boada amb el qual van fer força amistat.
El seu pare, Francesc Berenguer i Mestres, no havia acabat la carrera d'arquitecte i el seu amic Antoni Gaudí li va garantir la feina. Aquesta situació li impedí signar els projectes de les múltiples obres que va realitzar i sempre va estar a l'ombra de Gaudí. Al morir el pare de Berenguer i Bellvehí, aquest encara està a la facultat. Gaudí repeteix l'oferta de treball que li havia fet al seu pare. Aquesta proposta, va produir que Berenguer respongués a Gaudí "que a ell, mai li faria com al seu pare i que un cop acabada la carrera es guanyaria la vida com arquitecte ell sol sense viure a l'ombra de ningú".
Es produí un distanciament entre la família Berenguer i Gaudí cosa que va fer que ell sempre s'enorgullís i digués que "ell havia fet fora de casa seva en Gaudí".
A finals del 1914 acabà els estudis d'arquitectura amb 25 anys.

## Activitat professional
La primera feina l'obtingué el 10 de juny de 1915 com arquitecte municipal de Santa Coloma de Cervelló. El 27 de juny del mateix any, entrà a treballar a l'Ajuntament de Sant Boi de Llobregat, primer com arquitecte interí i, el 4 d'abril del 1917, com arquitecte municipal.Plantilla:Escut d'Osona.svg
Durant aquest període d'arquitecte municipal de Sant Boi, Berenguer dugué a terme el creixement urbanístic del que es coneix com l'eixample de Sant Boi, que era format principalment per edificis de planta baixa més planta pis promoguts per la gent que entrà a viure a Sant Boi posteriorment a l'arribada del carrilet i l'obertura a la banda esquerra del Llobregat.
També va treballar en plantilla a l'Agrupació Mútua on va realitzar les obres de reforma de la seu d'aquesta entitat entre d'altres.

## Estil arquitectònic
Francesc Berenguer i Bellvehí, va viure a cavall entre la segona generació de mestres del modernisme català (Antoni Gaudí, Lluís Domènech i Montaner, Puig i Cadafalch, etc.) i la generació de la postguerra. Va desenvolupar les seves obres entre dues corrents arquitectòniques, el Modernisme i el Noucentisme.
En els seus primers anys se'l considera un arquitecte del modernisme més tardà. La influència paterna, a qui va ajudar a l'edifici de l'escola de la Colònia Güell el 1911 abans d'acabar la carrera, és present a les seves primeres obres com la Rectoria (1917) i el centre parroquial Sant Lluís (1915-1917) també a la Colònia Güell, l'edifici de Can Masellera (1921) a Sant Boi de Llobregat, la reforma de l'edifici de Campins i altres projectes que no es van realitzar com la reforma de l'església i la reconstrucció de la rectoria de Sant Joan de Gràcia a Barcelona (1916), un projecte per l'edifici de la seu de la Diputació de Barcelona i un altre per un hospital de malalties nervioses.
En el període modernista, en els seus projectes destaquen els trets característics d'aquest moviment, si bé aplicant força simplicitat en l'ús dels materials.
Els materials es troben en el seu color natural i mostrant la seva textura. Pedra, maó, fusta, ceràmica i forja, expressen les solucions constructives i els elements estructurals. Aquest aspecte queda ben reflectit en tota la seva obra modernista, on el maó queda vist, la pedra nua, la teula vidrada, etc.
Les obertures de façana queden remarcades per un canvi de material al de la resta que compon la façana, i realitzant jocs formals que encara emfatitzen més aquest tret.
Fa servir el trencadís en elements singulars interiors fent un efecte de difuminació passant d'un color a un altre. Pel que fa a la forja, fa servir les línies corbes, el coup de fouet com per exemple a les portes del projecte de l'església de Santa Maria de Gràcia i a una porta del centre parroquial de Sant Lluís Gonzaga de la Colònia Güell.
En alguns casos s'identifica un cert aire historicista, com en el cas de l'obra de Campins, on es mostra l'edifici com un castell medieval amb els merlets de coronació i les torres.
Posteriorment anà evolucionant cap al noucentisme i un perfil més neoclàssic, que era el corrent imperant a la Barcelona de l'època on els edificis bastits a la Via Laietana i els edificis aixecats amb motiu de l'exposició Universal de 1929 mostraven un interès pel monumentalisme arquitectònic.
La seva vessant de dissenyador i escultor s'orientà a obres de caràcter religiós, on es mostra un estil més barroc. Una mostra n'és l'escultura de la Verge Maria de l'església de Sant Felipe Neri de Gràcia que ell va dibuixar i l'escultor Josep Maria Camps i Arnau (Sarrià, Barcelona 1879- Barcelona 1968) va realitzar.

## Obres
La seva voluntat que tots els projectes realitzats fossin cremats després de morir i el fet de no ser un arquitecte de renom com altres dels seus contemporanis, fa que la seva obra sigui difícil de quantificar.

### Barcelona
| Any | Nom                                  | Ubicació                            | Descripció                                                                                           | Estat     | Foto                          |
| --- | ------------------------------------ | ----------------------------------- | --- | --------- | ----------------------------- |
| ?   | Reforma de la seu d'Agrupació Mútua. | Gran via de les Corts Catalanes 619 | Berenguer reforma la seu institucional mentre era l'arquitecte de la companyia, afegint-li dos pisos | Correcte. |                               |
| ?   | Reforma de la seu del Banc Urquijo.  | Pelai, 1                            | Berenguer reforma la seu central del banc, afegint-li un pis i una cúpula al coronament.             | Correcte. | Francesc Berenguer i Bellvehí |
| ?   | Reforma d'un edifici d'habitatges    | Av. Diagonal                        | ? | ?         |                               |

### Sant Boi de Llobregat
A més de les obres d'aquesta relació, va construir una cinqüentena de petits habitatges per a particulars mentre era arquitecte municipal i desenvolupava l'eixample.
| Any  | Nom            | Ubicació      | Descripció | Estat | Foto           |
| ---- | -------------- | ------------- | --- | ----- | -------------- |
| 1921 | Can Massallera | Vda. Vives, 4 | Encarregada per Agustí Masallera i Castell per a la seva fàbrica d'Hilaturas Gossypium S.A. Berenguer en construí l'edifici original i posteriorment s'anaren realitzant altres edificis. | ?     | Can Massallera |

### Santa Coloma de Cervelló
La seva participació en el creixement de la Colònia Güell s'inicià de la mà del seu pare, però la seva obra fou més important. No és descartable que alguns dels habitatges dels obrers que són d'autor desconegut, fossin obra seva.
| Any         | Nom                      | Ubicació                                | Descripció | Estat           | Foto                                        |
| ----------- | ------------------------ | --------------------------------------- | --- | --------------- | ------------------------------------------- |
| 1911 i 1916 | Escola i casa del Mestre | Colònia Güell, Carrer Barrau            | Es tracta de dos edificis units per un pas al primer pis, fets amb l'estil de la resta de la colònia: maó i pedra, en el que va ajudar el seu pare, Francesc Berenguer i Mestres. L'obra la va acabar ell, ja que el seu pare va morir el 1914. Aquestes van ser les primeres escoles catalanes de Catalunya, ja que un dels llibres de lectura era el "Regles Morals per la bona criança", escrit per Pin i Soler expressament per a les escoles de la Colònia Güell. | En restauració. | Escola i casa del mestre a la Colònia Güell |
| 1915-1917   | Centre de Sant Lluís     | Colònia Güell, C/ l'Aranyó 14           | Edifici en planta dividit en tres cossos. En un extrem hi ha un pati amb una porta metàl·lica modernista amb decoració en coup de fouet. | correcte        | Centre de Sant Lluís                        |
| 1917        | Rectoria                 | Colònia Güell, bosc de Joaquim Folguera | Feta construir per Mossèn Gaspar Vilarrubias, mossen de la colònia. És un edifici aïllat de planta baixa amb pis. La seva forma és de doble T amb dos cossos rectangulars sortits en els extrems est i oest, i una part central rectangular que els uneix i serveix de comunicació entre ells. Destaca a l'interior una llar de foc feta en maó i trencadís, el paviment hidràulic i la ceràmica de la fàbrica Pujol i Bausis.                                         | correcte        | Rectoria                                    |

### Vilanova i la Geltrú
| Any             | Nom               | Ubicació           | Descripció | Estat    | Foto      |
| --------------- | ----------------- | ------------------ | --- | -------- | --------- |
| Reforma de 1945 | Can Sales i Vidal | Pl. dels Cotxes, 7 | Fou construïda a finals del segle xix on abans hi havia hagut l'església del convent dels Caputxins. Va estar relacionada, pel que fa a la propietat, amb l'antiga Quadra i masia de "El Pilar", documentada al segle xiv. L'any 1945, el director regional adjunt del Banc Hispano-Americà va sol·licitar permís per construir un soterrani i modificar la planta baixa de l'habitatge, a fi d'instal·lar-hi una oficina. El projecte d'aquesta reforma va ser realitzat per l'arquitecte Francesc Berenguer i Bellvehí. | Correcte | Can Sales |